# Nationernas Förbunds nedrustningskonferens
Nationernas Förbunds nedrustningskonferens i Genève 1932-34 var ett försök av medlemsstaterna i Nationernas förbund samt USA och Sovjetunionen att aktualisera frågan om nedrustning.
Konferensen pågick i praktiken mellan 2 februari 1932 och 11 juni 1934, men den avslutades inte formellt förrän i maj 1937. Samtalen var redan från början förenade med stora svårigheter och bröt i praktiken samman då Tyskland lämnade såväl konferensen som Nationernas Förbund i oktober 1933.